# 何令婉
何 令婉（か れいえん、元嘉22年（445年）- 大明5年閏9月5日（461年10月24日））は、南朝宋の前廃帝劉子業の正室（即位前没）。皇后を追封された。本貫は廬江郡灊県。

## 経歴
何瑀の娘として生まれた。孝建3年（456年）、皇太子妃としてとついだ。大明5年閏9月戊子（461年10月24日）、東宮徽光殿で死去した。享年は17。諡は献妃といった。大明8年（464年）、劉子業が即位すると、令婉は献皇后の諡号をもって追封された。
明帝が即位すると、劉子業とともに龍山の北に合葬された。

## 伝記資料
- 『宋書』巻41 列伝第1
- 『南史』巻11 列伝第1